# Siemens & Halske motorkocsi
A motorkocsikat a Siemens & Halske cég gyártotta 1896-ban a Milleniumi Földalatti Vasút számára, ahol egészen 1973-as selejtezésükig használták őket. A főváros első alacsony padlós járművei.

## Története
A kisföldalattira szánt metrókocsikat a Siemens & Halske cég gyártotta 1896 során. A járműpark a vonal elindításakor 10 faburkolatú, barna, és 10 sárgára festett acélburkolatú motorkocsiból állt. Királyi luxuskocsi is készült, a 20-as pályaszámú kocsi, mely előkelően díszítve – s kicsit eltérő konstrukcióval – várta a királyi utasokat. A tervezéskor a motorkocsi egyedi feltételeknek kellett megfeleljen, a kisföldalattin a szokatlannál jóval alacsonyabb 2,65 m belmagasságú alagútja miatt. A forgóváz elrendezése is szokatlan volt, a motorkocsi 2 végére kerültek, ezáltal az utazóközönségnek elegendő helyet biztosítva. A metrókocsi a Budapesti metrókon jellemző harmadik sín helyett felsővezetéken keresztül kap tápellátást. A motorkocsik első nagy felújítására 1924 és 1930 között került sor, a kocsikon több módosítást is eszközöltek, például az eredetileg szimpla tolóajtók duplára lettek cserélve, új konstrukciójú, egységes forgóvázat kaptak, valamint motorcsere is történt, nagyobb teljesítményű (TR 4,5-ös típusú) motorra. A második világháború után növekvő utazóközönségnek eleget téve 1959–1960 során a kelenföldi Füzesi Árpád Főműhelyben 16 db vezérlőpótkocsi készült a nagyobb befogadóképesség érdekében, melyek összecsatolásra kerültek, s ez csupán műhelyben volt bontható. A motorkocsi az 1973-as selejtezésig vezérlőpótkocsikkal közlekedett, amiket szintén ez időtájt selejteztek elöregedés, illetve a befogadóképesség bővítése miatt. Helyüket a Ganz csuklós motorkocsi váltotta fel. Sajnos csupán néhány motorkocsi maradt meg.

## Megmaradt járművek

### 1-es acélburkolatú kocsi
Az 1-es pályaszámú sárga, acélburkolatú motorkocsi az 1973-as selejtezést követően az 1975 során megnyílt Földalatti Vasúti Múzeumba került, amely sínszakasza a földalatti eredeti nyomvonalának része volt a Deák téri állomásnál. A kocsi a BKV-s állapotnak megfelelően van felújítva. A földalatti jövőbeli fejlesztési tervei között van vágánykapcsolat létesítése a MillFAV-múzeummal, mely által lehetőség nyílna eme nosztalgiajármű üzemeltethetőségéhez is.

### 11-es faburkolatú kocsi
A 11-es pályaszámú barna, faburkolatú motorkocsi az 1973-as selejtezéskor túlélte a bontási inváziót, félre lett állítva megőrzésre és nosztalgia célokra. Tervben volt, hogy feszültségmentes üzemben is tudjon "menteni", ezért akkumulátoros kocsivá alakították át, ami nem vált be. A kocsi később Récsei autóbuszgarázsba került át, ahonnan sorsát várva visszakerült a FAV járműtelepére. Végül 1996-ban – a földalatti 100 éves évfordulójára – került helyreállításra, mely az 1960-ig tartó szólóüzem utolsó fázisának állapotát tükrözi. 2006 során átlagmegóvó felújításon esett át. Negyedévente karbantartáson, majd azt követően üzemszünetben próbafutáson esik át. Ritkán ugyan, de közlekedik nosztalgia járműként is. Jelenleg az egyetlen teljesen működőképes ilyen kocsi, s egy aktív vezető rendelkezik jogosítvánnyal hozzá.

### 12-es faburkolatú kocsi
A 12-es pályaszámú barna, faburkolatú motorkocsi az 1973-as selejtezést követően a Hannoveri Villamosmúzeum vásárolta meg, s ott került felújításra, a beszerzéskori állapot volt a cél, ugyan nincs rajta áramszedő, valamint nem kétszárnyú ajtót tartalmaz.

### 18-as faburkolatú kocsi
A 18-as pályaszámú barna, faburkolatú motorkocsi az 1973-as selejtezést követően eladásra került. Jelenleg Bostonban található felújított állapotban.

### 19-es faburkolatú kocsi
A 19-es pályaszámú barna, faburkolatú motorkocsi az 1973-as selejtezést követően az 1975 során megnyílt Földalatti Vasúti Múzeumba került, amely sínszakasza a földalatti eredeti nyomvonalának része volt a Deák téri állomásnál. A kocsi a beszerzéskori állapotára lett felújítva. A földalatti jövőbeli fejlesztési tervei között van vágánykapcsolat létesítése a MillFAV-múzeummal, mely által lehetőség nyílna eme nosztalgiajármű üzemeltethetőségéhez is.

## Képgaléria

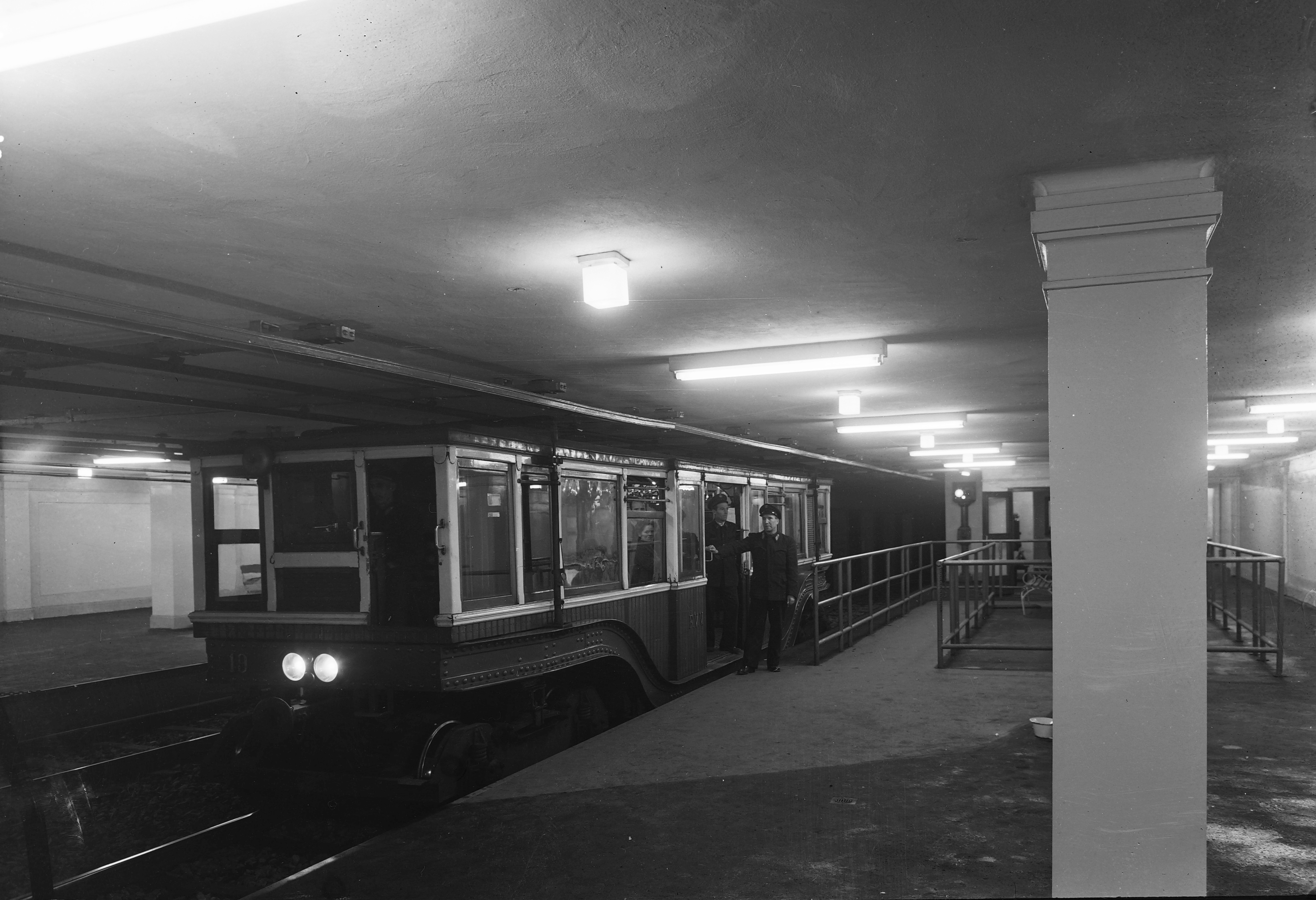
Deák téri megállóban az 1950-es években
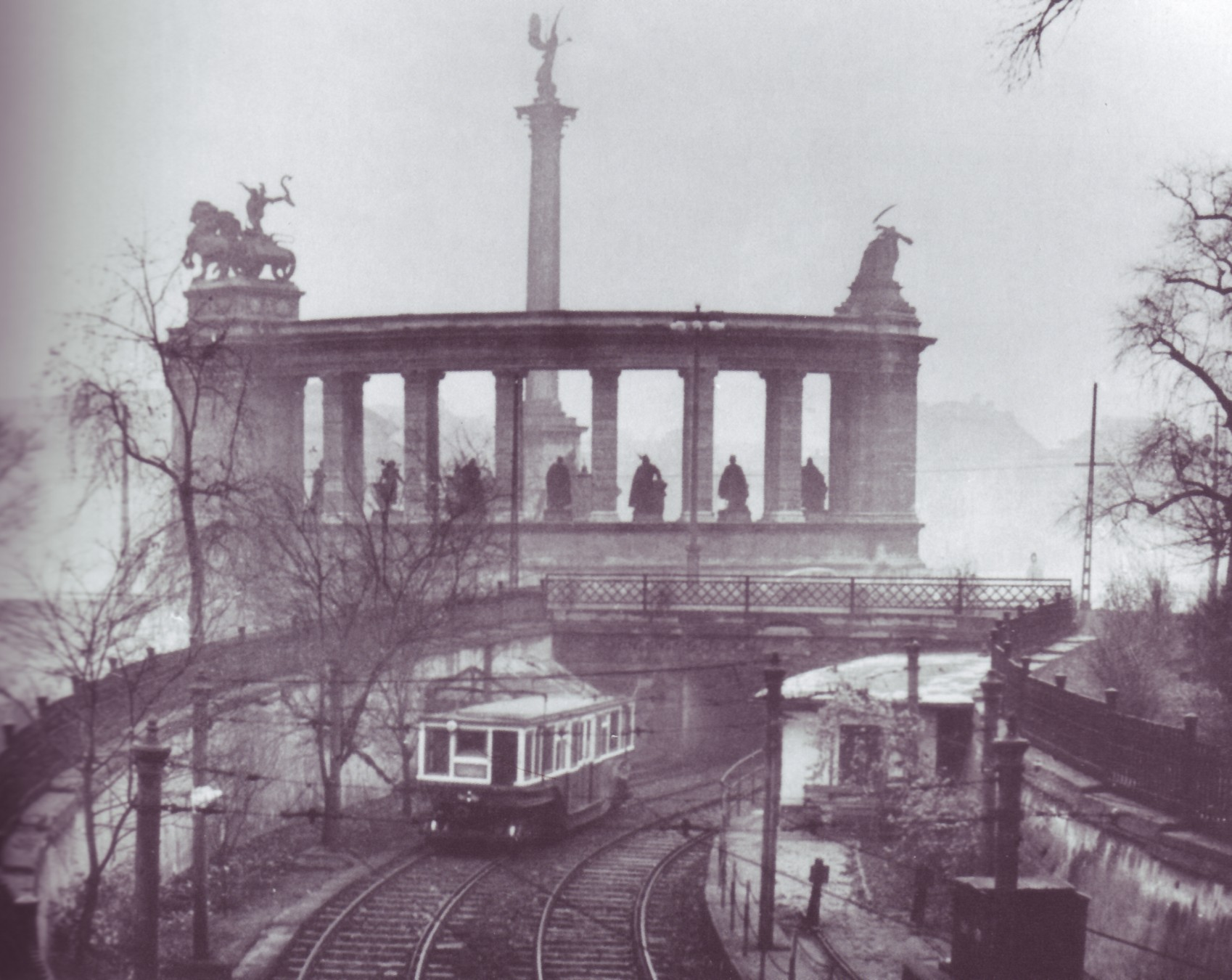
Az egykori felszíni szakaszon, úton az Állatkert megálló fele
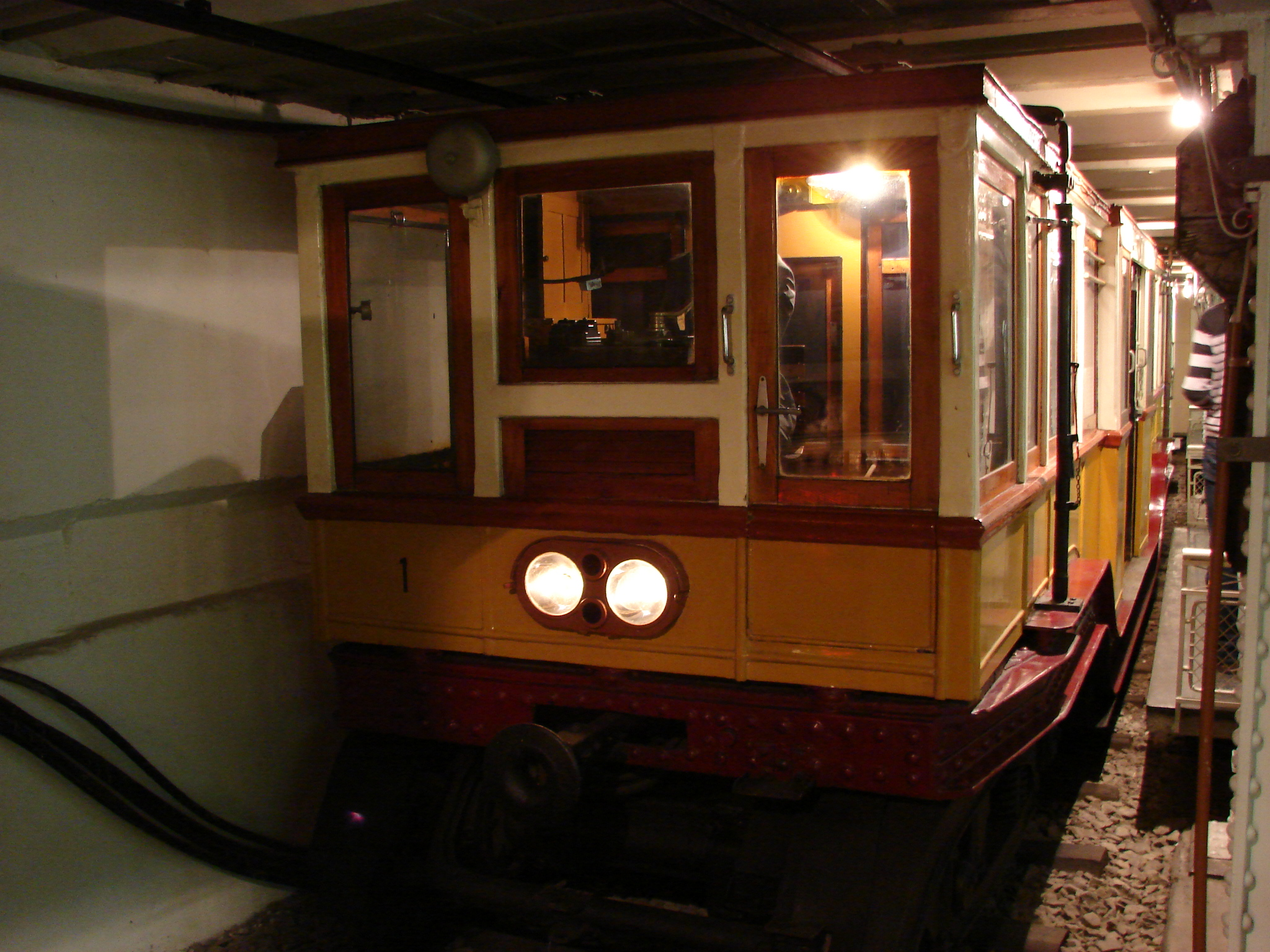
Az 1-es pályaszámú acélburkolatú motorkocsi a Földalatti Múzeumban
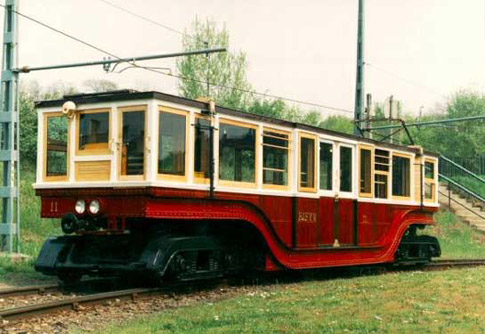
A 11-es pályaszámú megőrzött, nosztalgiaként üzemelő faburkolatú motorkocsi
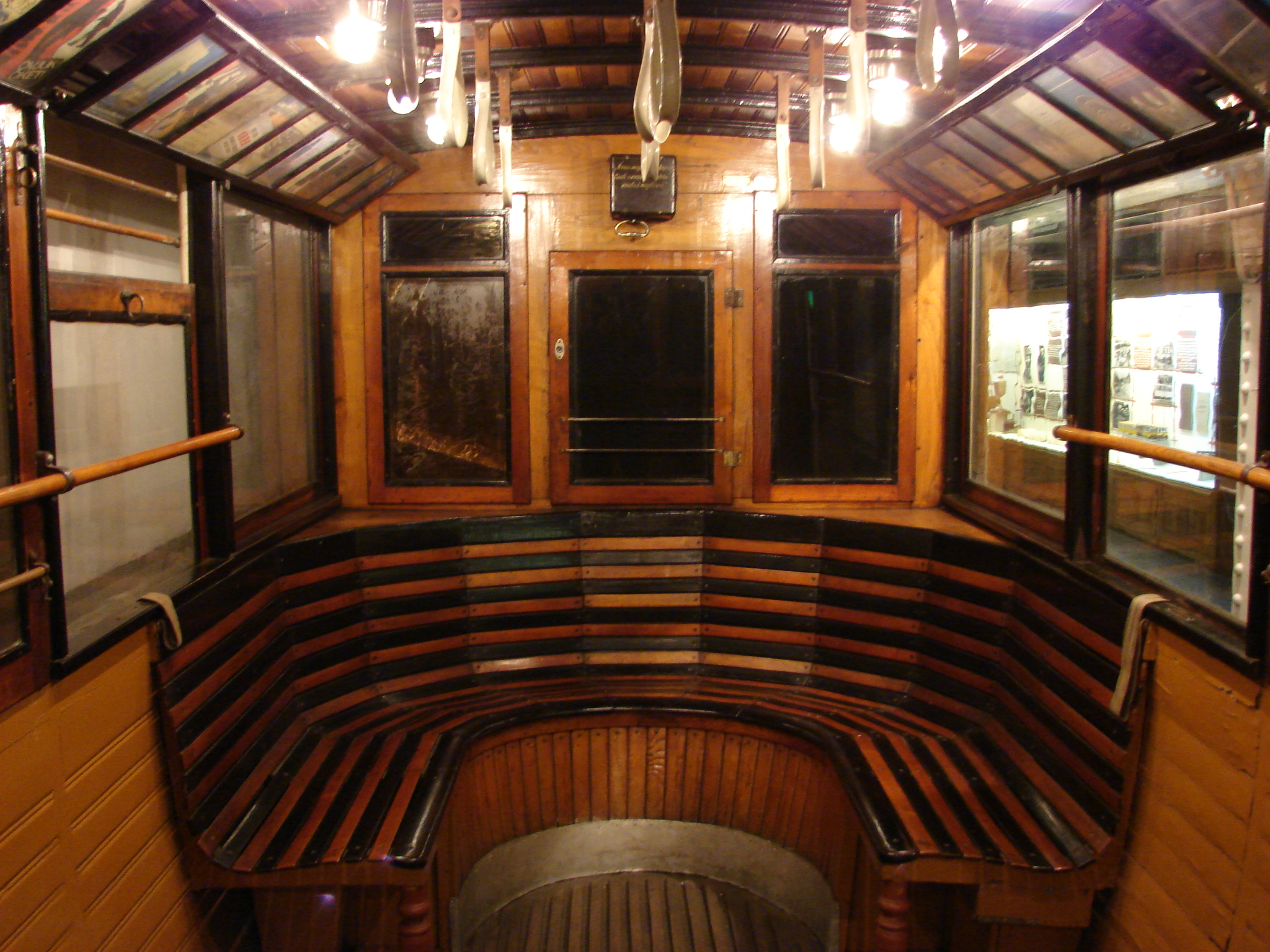
Motorkocsi belső